# Baloncesto en silla de ruedas en los Juegos Paralímpicos
El baloncesto en silla de ruedas fue incluido en los Juegos Paralímpicos de Verano desde la primera edición que se celebró en Roma (Italia) en 1960.

## Ediciones
| N.º  | Año  | Sede                        | País                       |
| ---- | ---- | --------------------------- | -------------------------- |
| I    | 1960 | Roma                        | Italia                     |
| II   | 1964 | Tokio                       | Japón                      |
| III  | 1968 | Tel Aviv                    | Israel                     |
| IV   | 1972 | Heidelberg                  | RFA                        |
| V    | 1976 | Toronto                     | Canadá                     |
| VI   | 1980 | Arnhem                      | Países Bajos               |
| VII  | 1984 | Nueva York Stoke Mandeville | Estados Unidos Reino Unido |
| VIII | 1988 | Seúl                        | Corea del Sur              |
| IX   | 1992 | Barcelona                   | España                     |
| X    | 1996 | Atlanta                     | Estados Unidos             |
| XI   | 2000 | Sídney                      | Australia                  |
| XII  | 2004 | Atenas                      | Grecia                     |
| XIII | 2008 | Pekín                       | China                      |
| XIV  | 2012 | Londres                     | Reino Unido                |
| XV   | 2016 | Río de Janeiro              | Brasil                     |
| XVI  | 2020 | Tokio                       | Japón                      |
| XVII | 2024 | París                       | Francia                    |

## Medallero histórico
- Actualizado hasta París 2024.[2]

| Núm. | País                          | Oro | Plata | Bronce | Total |
| ---- | ----------------------------- | --- | ----- | ------ | ----- |
| 1    | Estados Unidos (USA)          | 14  | 3     | 8      | 25    |
| 2    | Canadá (CAN)                  | 6   | 1     | 1      | 8     |
| 3    | Israel (ISR)                  | 4   | 4     | 4      | 12    |
| 4    | Países Bajos (NED)            | 3   | 6     | 4      | 13    |
| 5    | Australia (AUS)               | 2   | 5     | 1      | 8     |
| 6    | Alemania Occidental (FRG)     | 2   | 2     | 0      | 4     |
| 7    | Alemania (GER)                | 1   | 3     | 1      | 5     |
| 8    | Argentina (ARG)               | 1   | 2     | 2      | 5     |
| 9    | Francia (FRA)                 | 1   | 0     | 3      | 4     |
| 10   | Reino Unido (GBR)             | 0   | 4     | 6      | 10    |
| 11   | Japón (JPN)                   | 0   | 1     | 2      | 3     |
| 12   | República Popular China (CHN) | 0   | 1     | 1      | 2     |
| 13   | España (ESP)                  | 0   | 1     | 0      | 1     |
| 13   | Jamaica (JAM)                 | 0   | 1     | 0      | 1     |
| 15   | Suecia (SWE)                  | 0   | 0     | 1      | 1     |
|      | TOTAL                         | 34  | 34    | 34     | 102   |